# Klammer (Familienname)
Klammer ist ein Familienname.

## Namensträger

### A
- Albrecht Klammer (* 1988), deutscher Bobfahrer

### B
- Balthasar Klammer (1504–1578), lüneburgischer Kanzler, Rechtsgelehrter u. Staatsmann
- Bruno Klammer (* 1938), Schriftsteller, Lektor und Verleger aus Südtirol

### D
- David Klammer (* 1961), deutscher Fotograf

### F
- Franz Klammer (* 1953), österreichischer Skirennläufer

### G
- Gerhard Klammer (1921–1983), deutscher Geologe und Historiker

### K
- Karl Anton Klammer (Pseudonym K. L. Ammer; 1879–1959), österreichischer Offizier und Übersetzer

### L
- Lisa Klammer (* 1996), österreichische Sängerin

### M
- Marco Klammer (1977–2024), deutscher Schauspieler
- Markus Klammer (* 1955), italienischer Kunstkritiker, Herausgeber und Kurator
- Markus Klammer (Bildhauer) (1963–1993), deutscher Maler, Plastiker und Bildhauer
- Mathias Klammer (* 1988), österreichischer Schriftsteller
- Michael Klammer (* 1980), italienischer Schauspieler

### N
- Nikolaus Klammer oder Nicolaus Clamer (1769–1830), österreichischer Elfenbeinschnitzer und Zeichenlehrer

### R
- Robert Klammer (* 20. Jahrhundert), deutscher bildnerischer Künstler, Komponist und frei schaffender Musiker

### S
- Sven Klammer (* 20. Jahrhundert), deutscher Jazz-Trompeter

### U
- Ute Klammer (* 1963), deutsche Sozialpolitik- und Wirtschaftswissenschaftlerin